# Jean Valadier
Pour les articles homonymes, voir Valadier.
Jean Valadier, né le 7 septembre 1878 à Nîmes (Gard) et mort le 9 décembre 1959 à Paris (Seine), est un homme politique français 

## Biographie
Licencié en Droit, Jean Marie Albin Édouard Valadier fait carrière au Ministère du Travail, notamment secrétaire de René Viviani, Ministre du Travail, ensuite Contrôleur général au Ministère du Travail. En 1912, il est élu conseiller municipal de Brou, puis en 1926, maire de cette commune. Sa conduite pendant la guerre lui vaut, en octobre 1915, la Croix de guerre et, en janvier 1918, la Légion d'Honneur à titre militaire.
- Sénateur radical d'Eure-et-Loir du 6 mai 1928 au 21 octobre 1945.
- Ministre du Travail et de la Prévoyance sociale du 30 janvier au 9 février 1934 dans le gouvernement Édouard Daladier II.

Il est proclamé vice-président du Sénat le 11 janvier 1940 et désigné, le 8 février, pour présider la Haute cour de justice en cas d'empêchement du président. Le 10 juillet 1940, Jean Valadier vote les pleins pouvoirs constituants au tandem Pétain-Laval.
Pendant l'Occupation, il est membre du Conseil national.

## Sources
- « Jean Valadier », dans le Dictionnaire des parlementaires français (1889-1940), sous la direction de Jean Jolly, PUF, 1960 [détail de l’édition]